# 動物試驗
動物試驗（英語：animal testing）、動物實驗（英語：animal experimentation）或动物研究（英語：animal research），是指利用人類以外的動物進行科學實驗，以驗證個別因素對接受測試的動物在生理或行為上的影響，並與同種類之生物在自然環境下的狀態進行比對。用于动物实验的动物称为“实验动物”（英語：laboratory animals）。其目的是为了生理学、病理学或心理学的研究。动物的实验研究通常在综合大学、医学院、制药公司、国防机构以及为各行各业提供动物测试服务的商业设施中进行。动物试验的重点在于纯粹研究的连续性，侧重于发展有机体的基础知识、应用研究，也可能侧重于回答一些具有重大实际意义的问题，例如寻找治愈疾病的方法。这项研究应用的具体例子包括测试疾病的治疗方法、选育、国防研究和毒理学，甚至还包括化妆品测试。在教育领域，动物试验有时也是生物学或者心理学课程的一部分。这些实践操作在不同国家受到不同程度的监管。
据估计，脊椎动物在动物试验中每年的使用量——从斑马鱼到非人类灵长类动物——其范围从数亿到十数亿。在欧盟，脊椎动物物种占研究中使用动物的93％，2011年使用了1150万只动物。据估计，2001年仅在美国使用的小鼠和大鼠的数量为8000万只。小鼠、大鼠、鱼类、两栖动物和爬行动物总共占研究使用动物总数的85％以上。
大多数动物在实验结束后会被安乐死。实验动物的来源因国家和物种而异；大多数实验用动物都来源于人工目的性培育，少数是在野外捕获或者由通过拍卖和动物收容所获得的经销商提供。英国皇家学会等动物实验支持者认为，实际上20世纪的每一项医学成就都依赖于某种方式的动物使用。美国国家科学院实验动物研究所认为，即使是复杂的计算机模型也无法取代动物研究，这些模型无法处理分子、细胞、组织、器官、生物体以及环境之间极其复杂的相互作用。动物权利组织，如PETA和BUAV质疑动物试验的必要性和合法性，认为这些试验残忍且缺乏有效管理，并认为由于误导性的动物模型无法可靠地预测人类的影响，一些试验已经过时，成本超过了益处，另一方面也认为动物具有在实验中不被使用或受到伤害的内在权利。

## 定义
术语“动物试验”、“动物实验”、“动物研究”、“活体实验”以及“活体解剖”具有相似的表征但内涵各异。从字面上看，“活体解剖”是指动物的“活体剖切”，并且历史上仅涉及解剖活体动物的实验。该术语偶尔用于贬损任何使用活体动物的实验；例如《大英百科全书》将“活体解剖”定义为：“对活体动物进行实验而非治疗目的的操作，更广泛的说法还包含所有对活体动物所进行的实验”然而词典指出这层更宽泛的定义是“仅由反对此类工作的人所使用”。这个词具有负面含义，意味着折磨，痛苦和死亡。因此“活体解剖”这个词对于那些反对这一系列研究的人来说是首选，而科学家们则通常使用“动物实验”一词。

## 历史

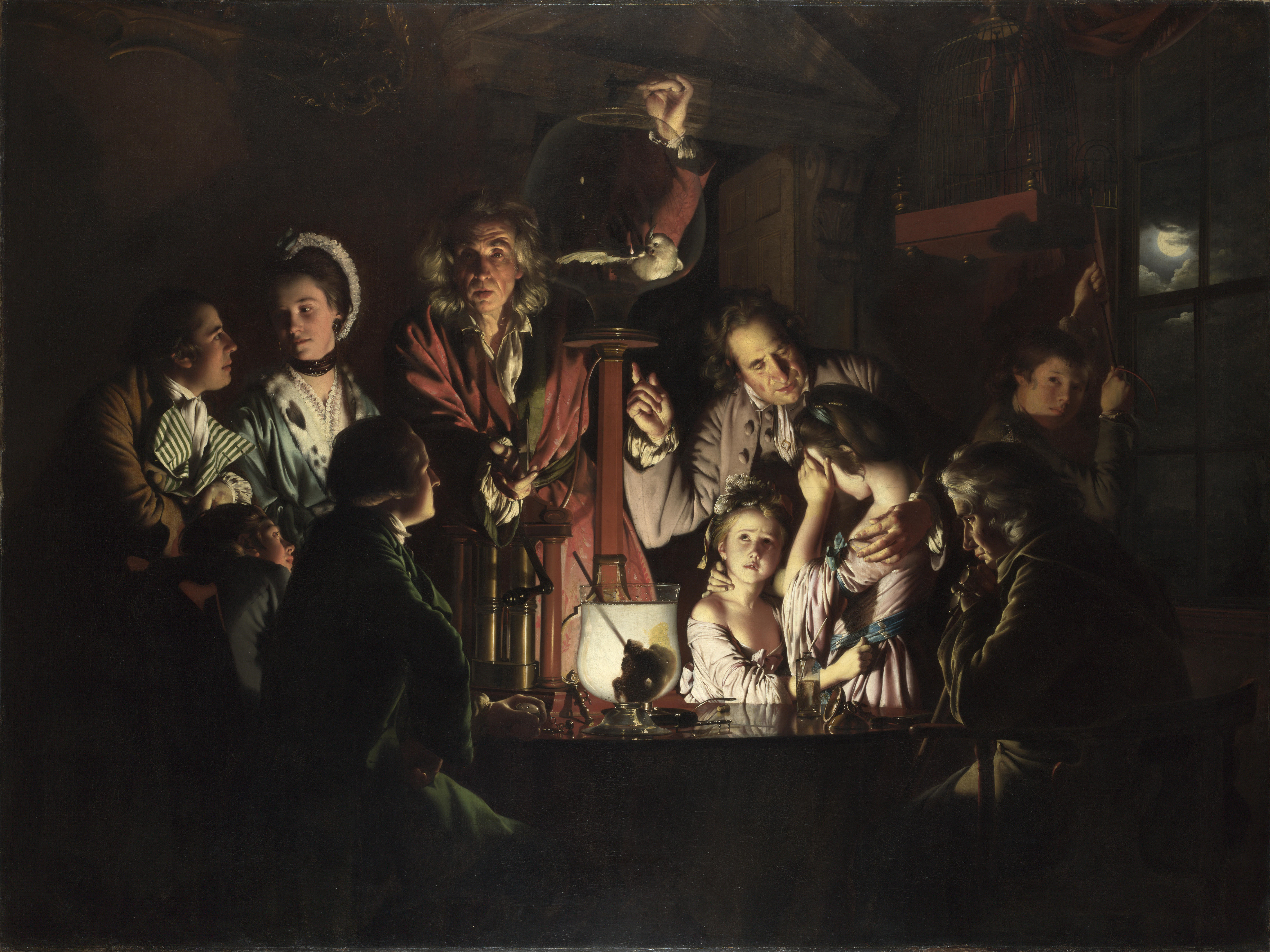
《气泵裡的鸟实验》是德比的约瑟夫·赖特1768年的布面油画作品

动物试验的最早参考文献见于公元前2世纪和4世纪的希腊书籍。亚里士多德和埃拉西斯特拉图斯被认为是最早进行活体动物实验的人。2世纪的罗马医生盖伦首次解剖了猪和山羊，因此他也被称为“活体解剖之父”。12世纪安达卢斯的阿拉伯医生伊本·苏尔也进行了动物解剖；他首次将动物试验作为一种测试外科手术程序的实验方法，并将其测试结果应用到人类患者身上。
在生物医学历史中，动物被反复地使用。1831年，都柏林动物园的创始人们开始着眼于研究活着的或者已经死亡了的动物。在19世纪80年代，路易·巴斯德通过在绵羊身上引发炭疽病，令人信服地证明了疾病的细菌理论。于此同期的罗伯特·科赫则使老鼠和豚鼠感染了炭疽病和结核病。在19世纪90年代，伊万·巴甫洛夫使用狗来描述“条件反射”则可能是最著名的动物试验实例。在第一次世界大战中，德国特工使进入俄国的绵羊都携带了炭疽病毒，并为法国骑兵的骡子和马接种了马鼻疽病以期达到战略目的。1917年至1918年间，德军使投往美军阵地的骡子染上病菌，病最终造成200头骡子死亡。胰岛素于1922年首次从狗身上分离出来，彻底改变了糖尿病的治疗方法。1957年11月3日，一条蘇聯太空犬萊卡成为第一支只在绕地球轨道运行的动物。在20世纪70年代，医学界研究者使用犰狳来研发抗生素疗法和麻风病疫苗，之后再运用在人类身上。人类改变动物遗传学的能力在1974年向前迈出了一大步，当时鲁道夫·耶尼施已经能够通过将来自SV40病毒的DNA整合到小鼠基因组中从而成功的生产出第一种转基因哺乳动物。这项基因研究的进展十分迅速，到了1996年成功诞生的绵羊多利是第一个从成年供体细胞中克隆出来的哺乳动物。
在19世纪的时候，各国管制药物的法律都较为宽松。例如在美国，当时的政府只能在一家公司因销售损害顾客的产品而被起诉之后才能禁用其生产的药品。而到了20世纪，药物毒理学试验变得日趋重要。1937年爆发的磺胺酏剂灾难最终杀死了100多名使用者。为此美国国会通过法律要求在药物上市之前先在动物身上进行安全测试。在这之后其他国家也纷纷颁布了类似的法律。在20世纪60年代，由于发生了沙利度胺悲剧，各国政府又进一步完善了法律条文，要求在药物出售之前，必须针对孕妇的反应进行安全性测试。

## 历史争议

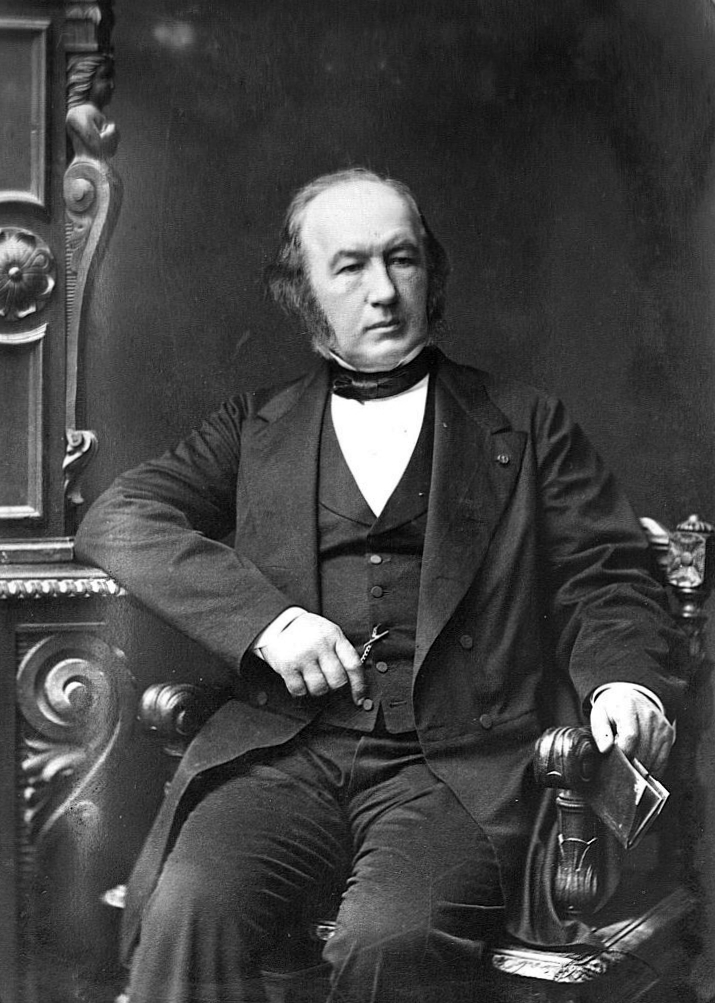
被视为“活体解剖王子”的克洛德·贝尔纳认为动物实验“对于人类毒理学和卫生学是完全有说服力的”

随着动物实验量尤其是活体解剖实践的上升，批评和争议也随之增加。1655年，“盖伦生理学”的倡导者埃德蒙·奥马拉说：“活体解剖的悲惨折磨体现在使躯体处于不自然的状态”。奥马拉也和其他研究者一样认为动物生理学可能会受到活体解剖过程中疼痛的影响，使得结果变得不可靠。而另一方面，在道德的基础上也存在异议，越来越多的人认为“对人类有益并不能说明对动物的伤害是正当的行为”。许多人也认为动物并不同于人类，因此在动物的结果并不能应用于人类。
而争议的另一端，赞成动物试验的人认为动物实验对于推进医学和生物学知识是十分必要的。被称为“活体解剖王子”和“生理学之父”的克洛德·贝尔纳和他的妻子玛丽·弗朗索瓦·马丁（Marie Françoise Martin）于1883年在法国创立了第一个反活体解剖学会，并在1865年写道“生命科学是一个极好的，令人眼花缭乱的大厅，只有通过一个漫长而可怕的厨房才能到达”。并认为“动物实验......对于人类的毒理学和卫生学来说是完全具有说服力的......除了程度，其对人类和动物的影响是相同的”。贝尔纳最终将动物试验确立为标准科学方法的一部分。
1896年，生理学家兼医生沃尔特·布拉德福德·坎农博士说：“反活体解剖学家们是西奥多·罗斯福两种类型人中的第二种，‘没有良心的常识可能会导致犯罪，但没有常识的良心可能会招致愚蠢 ，这是犯罪的帮凶。’”。在20世纪初的布朗狗事件中，亲动物和反动物试验团体之间的这些分歧首先引起了公众的注意，当时有数百名医学生和反活体解剖学家围绕着一尊为纪念被活体解剖的狗而立的纪念像与警察发生冲突。

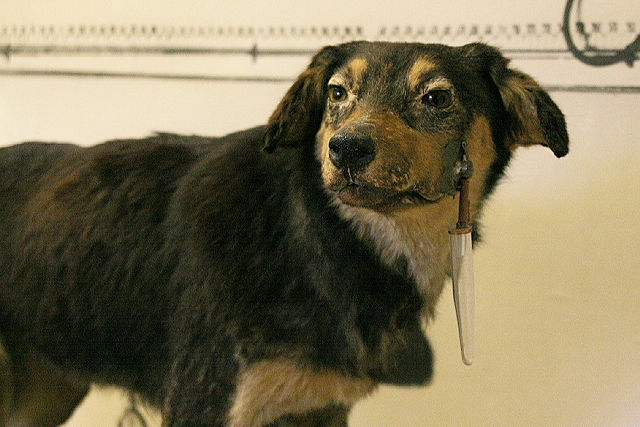
一只巴甫洛夫的狗，在它的嘴角装有一个唾液收集器通过管子联通它的口中，2005年摄于巴甫洛夫博物馆（Pavlov Museum）

1822年，英国议会颁布了第一部动物保护法，紧随其后的是1876年出台的《防止虐待动物法》，这是第一部专门针对动物试验的法律。查尔斯·达尔文于1871年3月写信给雷·兰克斯特，提出了这项立法：“你问我对活体解剖的看法。对于生理学的真实研究是合理的；而不仅仅是因为该死的可恶的好奇心，对此我完全同意。”为了应对反活体解剖学家的游说，英国成立了几个组织来保护动物研究：生理学会成立于1876年，为生理学家提供“互惠互利和保护”；成立于1882年的研究促进医学协会专注于政策制定；而于1908年成立的研究防御学会（现为理解动物研究）则旨在揭示该国动物实验的事实，这种实验对人类福祉的极大重要性以及直接归因于它们的对人类生命和健康的巨大拯救”。
在19世纪60年代亨利·柏格成立美国防止虐待动物协会（ASPCA）时，在美国首次出现反对在医学研究中使用动物的声音。之后于1883年在美国成立了第一个专门的反活体解剖组织美國愛護動物協會（AAVS）。这个时代的反活体解剖主义者普遍认为，怜悯的传播是文明的伟大事业，并认为活体解剖对被解剖的对象来说是残酷的。然而，在美国，抗争主义者的努力在每个立法机构中都被击败，并被医学界的优越组织和影响所压倒。总的来说，这项运动在1966年《实验动物福利法》通过之前几乎没有立法成功的先例。

## 微生物等级分类
依据体内寄生的微生物种类，实验动物按从低到高的标准可分为普通级（conventional，可缩写为CV）、无特定病原体级（specific pathogen free，可缩写为“SPF”），以及无菌级（germ free，可缩写为GF）。普通级的实验动物的饲养环境无任何防护措施。无特定病原体级的实验动物是受国际认可的标准动物模型。这类实验动物饲养在达到一定条件的动物房中，饲养环境能阻止特定病原体在这类实验动物中寄生，以减少对实验结果的影响。而无菌级的实验小鼠需要生活在无菌环境中，体内不含有任何微生物:22-23。

## 关怀和使用动物

### 数据
准确的全球动物试验数据很难获得；据估计，每年有约1亿只脊椎动物在世界各地进行实验，欧盟则每年有约1.1千万只脊椎动物被用于实验。而据纳菲尔德生物伦理委员会报告称，全球年度估计数量为5千万至1亿只。这些数据都不包括虾和果蝇等无脊椎动物。
美国农业部联合动植物卫生检验署发布了2016年动物研究统计数据。总体而言，美国研究中使用的动物数量（由动物福利法案涵盖）从767,622（2015年）上升6.9％至820,812（2016年）。这包括公共和私人机构。通过与统计了所有脊椎动物使用量的欧盟数据进行比较，研究的发声估计2016年美国大约有1200万脊椎动物用于研究。2015年发表在《医学伦理学杂志》上的一篇文章认为，近年来美国实验动物的使用量急剧增加。研究人员发现，这种增加主要是由于动物研究中对转基因小鼠的依赖性增加。
1995年，塔夫茨大学动物和公共政策中心的研究人员估计，1992年美国实验室使用了1.4到2.1千万只动物，远少于1970年所使用的5千万只。1986年，美国国会技术评估办公室报告说，美国使用的动物估计每年从1000万到超过1亿，而他们自己的最佳估计则至少是1700万到2200万。2016年，美国农业部列出的数据包含了60,979只狗、18,898只猫、71,188只非人类灵长类动物、183,237只豚鼠、102,633只仓鼠、139,391只兔子、83,059只农场动物以及161,467只其他哺乳动物，共计820,812只，其中包含除了目标繁殖用小鼠和大鼠之外的所有哺乳动物的统计数据。在美国的研究中，狗和猫的使用量分别从1973年的195,157和66,165减少到2016年的60,979和18,898只。
根据英国内政部的数据显示，2017年有379万组动物实验申请。其中2,960组使用非人类灵长类动物，自1988年以来下降了50％以上。这里的动物实验可能是持续数分钟、数月或数年的实验。而大多数动物仅被用于一种实验手法：实验后通常对动物实施安乐死；然而死亡是很多实验以及实验动物的终点。
2017年对英国的动物实验分类为：
- 43％（161万）被评估为亚阈值
- 4％（14万）被评估为无法康复
- 36％（135万）被评为轻度
- 15％（55万）被评为中度
- 4％（14万）被评估为严重[72]

其中“严重”的实验是指任何以实验对象死亡为实验结束标准或实验预期结果为实验对象死亡的试验，而“中度”的实验则是指例如血液测试或者MRI扫描
。

### 3R
3R原则是指在试验中更加道德地使用动物的指导原则。这些原则最早由威廉·莫伊·斯特拉顿·罗素和R.L.Burch于1959年首次提出。
3R包括：
1. 减少（Reduction）指的是使研究人员能够从较少的动物获得相当水平的信息，或从相同数量的动物获得更多信息的方法[75]。
2. 优化（Refinement）指减轻或减少实验动物潜在痛苦的方法，并增强所用动物的动物福利。这些方法包括非侵入性技术。
3. 替代（Replacement）是指在可能实现相同的科学目标时，非动物方法优于动物方法的使用。这些方法包括计算机建模[75]。

3R的范围比仅仅鼓励动物试验的替代品更广泛，但旨在改善动物福利和科学质量，而无法完全避免在研究中使用动物。3R现已在全球许多研究机构中实施，并已被各种立法和法规采用。
尽管3R被广泛接受，但许多国家——包括加拿大、澳大利亚、以色列、韩国和德国——报告近年来动物实验使用量的增加，小鼠使用量增加，在某些情况下，鱼类被报告相比于猫、狗、灵长类动物、兔子、豚鼠和仓鼠等有所减少。与其他国家一样，中国也加大了在转基因研究中对动物的使用量，导致动物总体使用量增加。

### 无脊椎动物
尽管在动物试验中使用的无脊椎动物远比脊椎动物多，但这些研究在很大程度上不受法律管制。最常用的无脊椎动物物种是黑腹果蝇和秀丽隐杆线虫。这些无脊椎动物在动物试验中较脊椎动物有不少优势，这其中包括生命周期短，以及可以容纳和研究大量数据。以秀丽隐杆线虫为例，这种蠕虫的身体是完全透明的，而且科学界也已经完成了对他的基因组测序，而对果蝇的研究可以使用到一系列惊人的遗传工具。然而，由于其相对简单的器官组织以及缺乏适应性免疫系统阻碍了这些蠕虫更深入的被用于如疫苗研发等的医学研究领域。同样，果蝇免疫系统与人类的免疫系统差异巨大，昆虫中的疾病可能与脊椎动物的疾病不同；然而，果蝇和蜡虫都可用于研究以鉴定新的毒力因子或药理活性化合物。

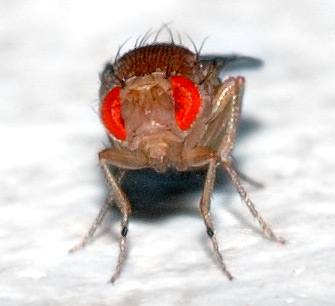
果蝇是一种常用于动物试验的无脊椎动物。

在早期的研究中，研究人员发现有几种无脊椎动物系统被认为是脊椎动物的可接受替代品。由于昆虫与哺乳动物在先天免疫系统上有一定的相似性，昆虫可以在某些类型的研究中取代哺乳动物。这其中，黑腹果蝇和大蜡蛾对于分析哺乳动物病原体的毒力特性特别重要。目前科学研究已经证明蜡蛾和其他一些昆虫对于鉴定具有有利生物利用度的药物化合物是十分有价值的。

### 脊椎动物

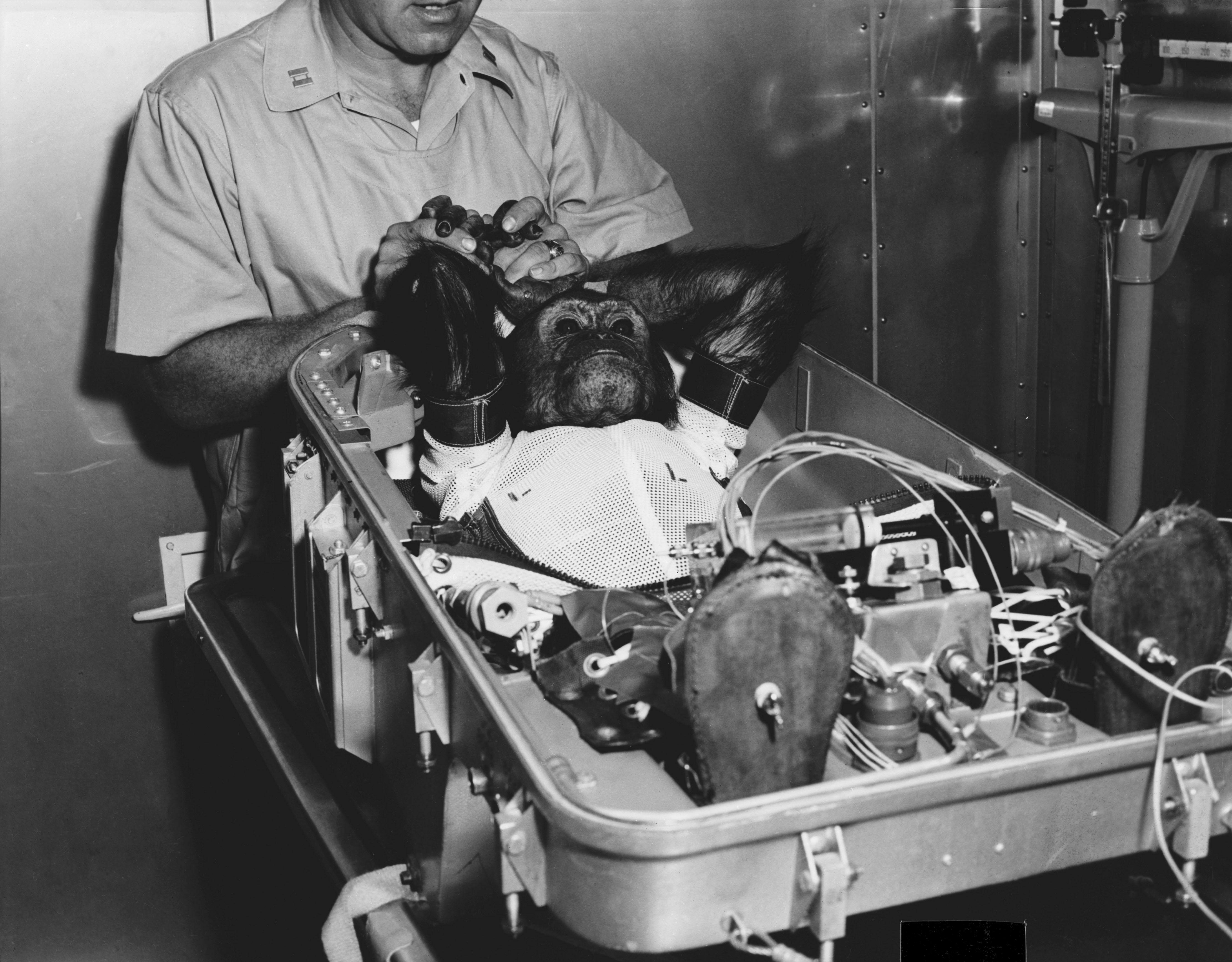
Enos the space chimp before insertion into the 水星-宇宙神5号 capsule in 1961

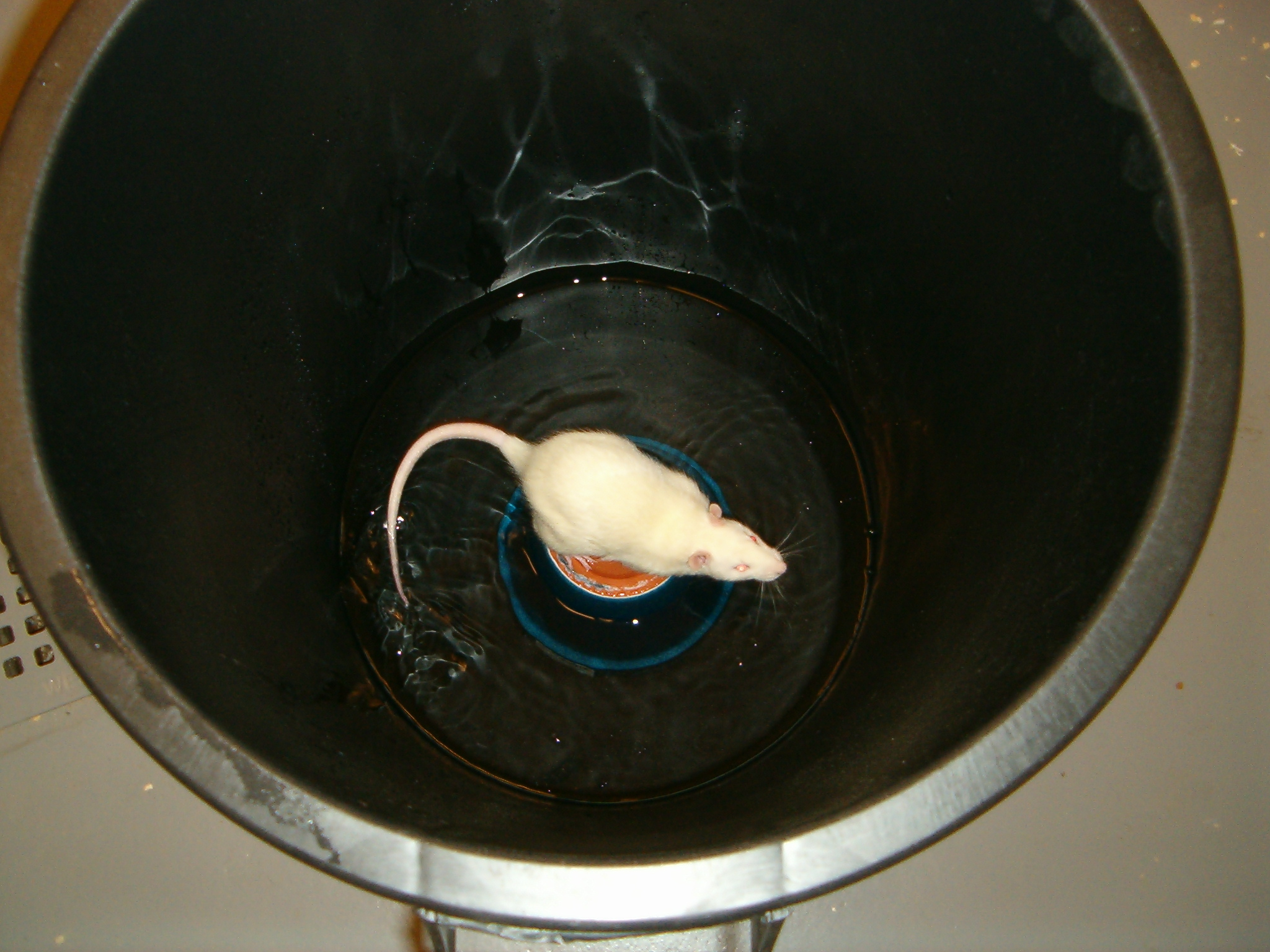
This rat is being deprived of restful sleep using a single platform ("flower pot") technique. The water is within 1 cm of the small flower pot bottom platform where the rat sits. At the onset of sleep, the rat would either fall into the water only to clamber back to the pot to avoid drowning, or its nose would become submerged into the water shocking it back to an awakened state.

在美国，每年使用的大鼠和小鼠的数量估计为1100万到2000万至1亿之间。这其中，由于大小、成本、易于处理和快速繁殖率等方面的优势，小鼠成为最常用的脊椎动物实验物种。其他常用的啮齿动物还有豚鼠、仓鼠和沙鼠等.。小鼠被广泛认为是人类遗传性疾病的最佳模型，其与人类基因有95%的相似度。随着基因工程技术的出现，可以按需求培育转基因小鼠，并且可以为一系列人类疾病提病理模型。大鼠也广泛用于生理学、毒理学和癌症研究，但在大鼠身上的遗传操作比小鼠更难，这限制了这种啮齿动物在基础科学中的使用。
2016年，英国的各类实验共使用了超过500,000条鱼和9,000只两栖动物。这其中最多的是斑马鱼和非洲爪蟾。2004年，英国有超过20,000只兔子被用于动物试验。白化兔被广泛用于眼睛刺激性测试（德萊茲測試），因为兔子比其他动物具有更少的泪液分泌，并且白化兔缺乏眼睛色素使得效果更容易可视化。在过去二十年中，用于此目的的兔子数量大幅下降。1996年，英国有3,693例兔眼刺激手术，2017年这个数字降为63。

#### 猫
猫最常用于神经学研究。2016年美国使用了18,898只猫，其中约三分之一用于可能导致“疼痛和/或痛苦”的实验，尽管只有0.1％的猫实验涉及潜在的疼痛，而麻醉药/镇痛药并未缓解这种疼痛。在英国，2017年仅对猫进行了198次手术。在过去十年的大部分时间里，这个数字大约为200次。

#### 犬类
犬被广泛用于生物医学研究、实验探索和教育，特别是小猎犬，因为它们温和且易于操作。根据美国人道协会的说法，它们被用作心脏病学、内分泌学、骨骼和关节研究中的人类和兽医疾病模型，这些研究往往具有高度侵入性。犬只的最常见用途是在國際醫藥法規協和會的规定下，排在啮齿类动物试验之后作为第二种物种用于人类或兽医用途新药的安全性评估。
美国农业部动物福利报告显示，2016年在美国农业部注册的设施总计使用了60,979只犬只。根据英国内政部的统计，2017年英国有3,847份实验申请使用犬只作为实验对象。而在欧盟大量使用犬只的国家中，德国在2016年对犬只进行了3,976次手术实验，法国在2016年则进行了4,204次。

#### 非人灵长类

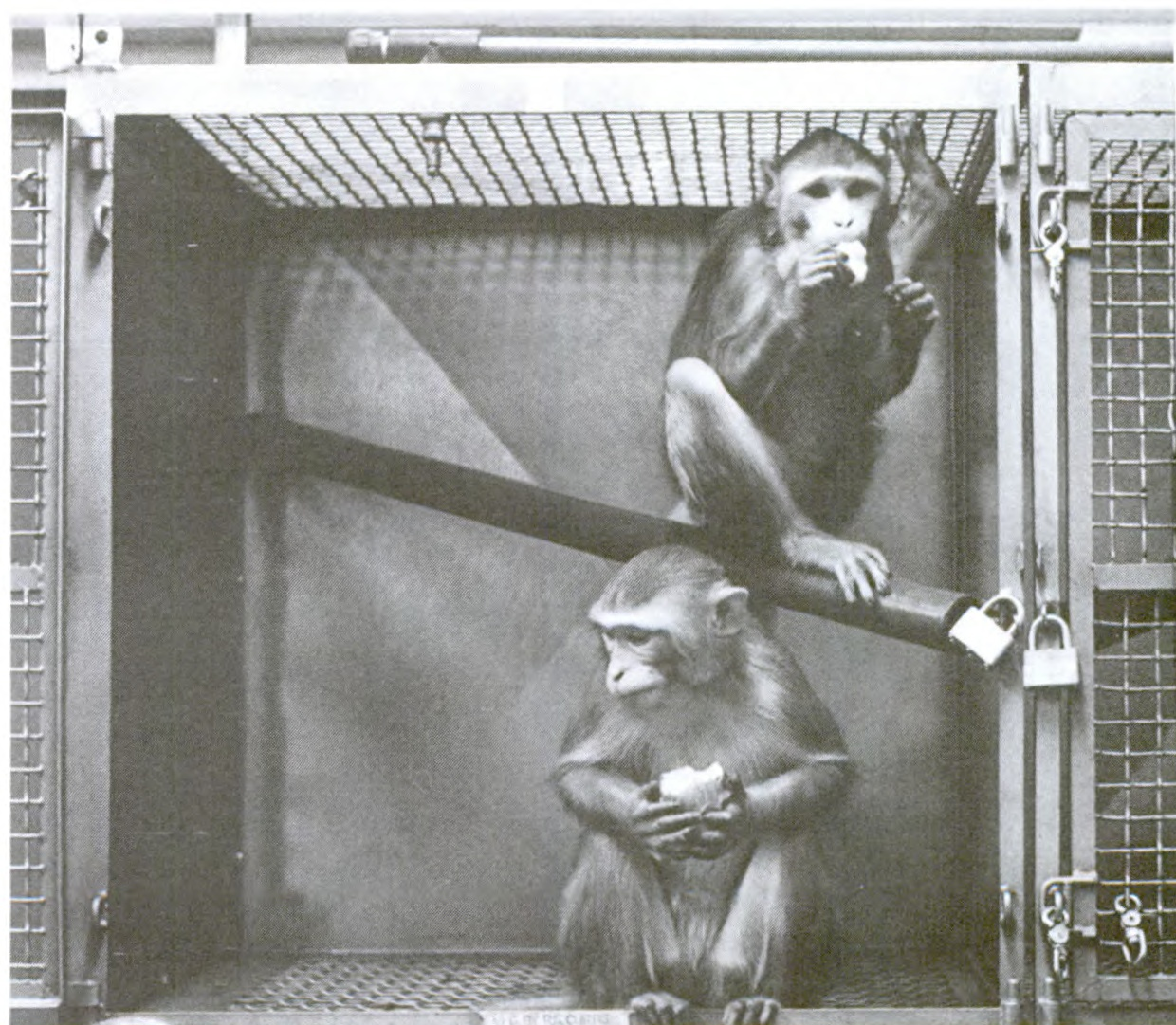

非人类灵长类动物（NHP）常用于毒理学测试、艾滋病及肝炎研究、神经学研究、行为和认知、生殖、遗传学和异种移植等领域。他们通常来自野外捕获或是人工繁殖。在美国和中国，大多数灵长类动物是由中国进行人工繁殖，而在欧洲，大多数灵长类动物依靠进口。欧盟委员会报告称，2011年，欧洲各地的实验室总共对6,012只猴子进行了试验。根据美国农业部的数据，2016年美国有71,188只猴子被用于实验室研究。2014年，有23,465只猴子被进口到美国，其中929只是在野外捕获的。在实验中最常使用的NHP是猕猴；但也使用了狨、蜘蛛猴和松鼠猴等，而在美国还使用狒狒和黑猩猩。截至2015年，美国实验室约有730只黑猩猩可供科学研究。
在2003年的一项调查中，研究人员发现89%的单独栖息的灵长类动物会表现出自我伤害或异常的刻板行为，包括起搏、摇摆、拔毛和撕咬其他个体等。
首例转基因灵长类动物随着一项可以将新基因引入恒河猴基因的技术的发展于2001年诞生。这种转基因技术现在正被用于寻找治疗遗传病亨廷顿氏病的方法。关于非人类灵长类动物的著名研究已经成为脊髓灰质炎疫苗研发以及腦深層刺激手術发展的一部分，而这类研究目前最重的非毒物学用途出现在猴类艾滋病模型SIV中。然而在2008年，一项禁止欧盟各成员国所有灵长类动物试验的提案引发了激烈的争论。

### 来源

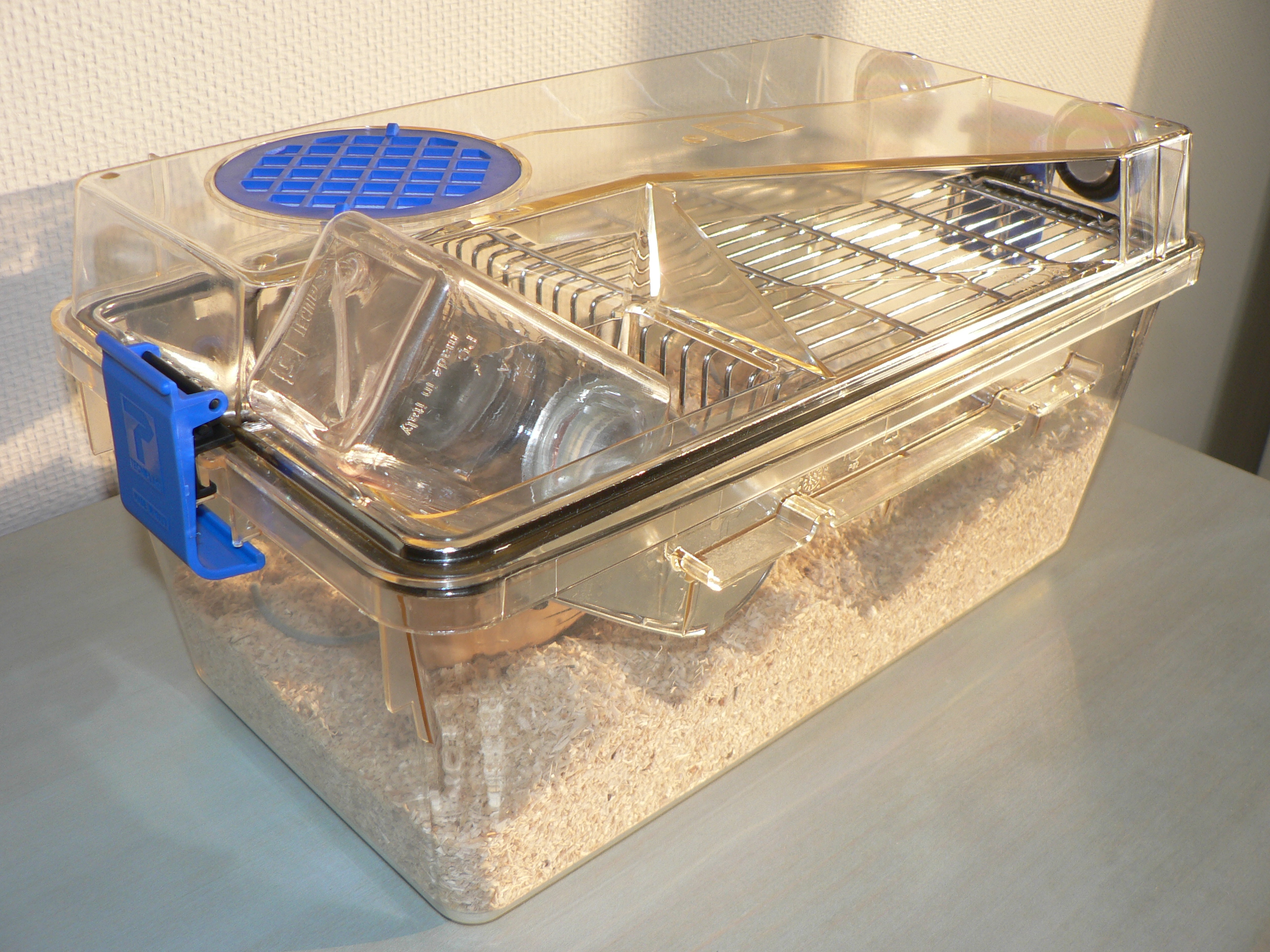
实验室IVC鼠笼(獨立通氣式飼養籠)。小鼠可以商品繁殖，也可以在实验室饲养。

### 痛苦和创伤

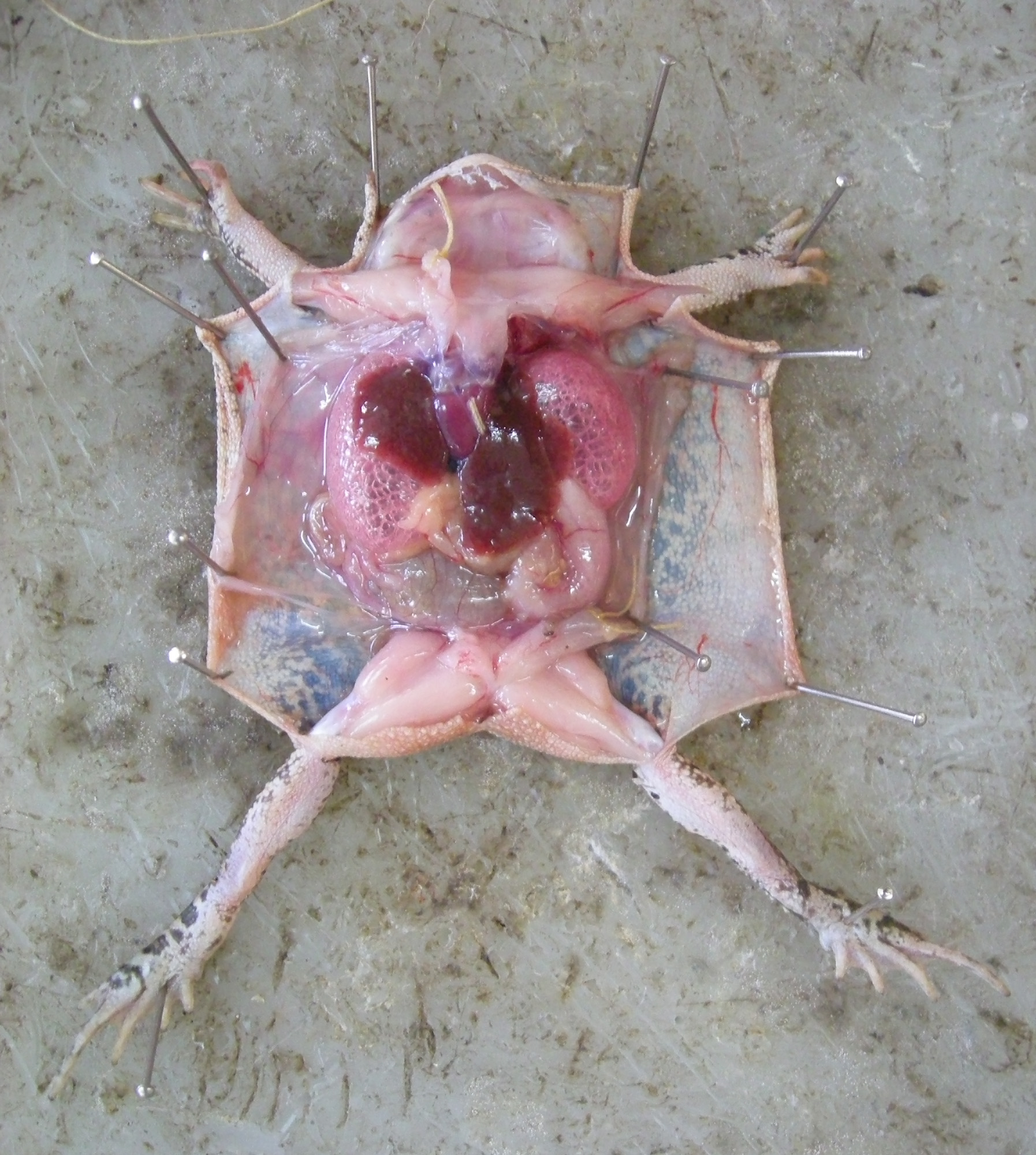
在为了教育目的进行解剖之前，常对这种普通沙蛙施用氯仿以使其麻醉或者死亡。

在关于动物试验的争议中，实验本身对被实验动物造成的疼痛包括疼痛的程度，以及动物自身对这些体验的理解能力都是争论的主题。

根据美国农业部的数据，在2016年有501,560只动物（约占总数的61％，且不包含大鼠、小鼠、鸟类或无脊椎动物）被用于非瞬间痛苦的手术中。247,882只动物（31％）用于通过麻醉缓解疼痛或痛苦的实验，而71,370只实验动物（9％）则被专门用于研究会导致的疼痛或在痛苦无法缓解的实验中被使用。

### 安乐死
许多法律法规都要求研究者尽可能少地使用动物来进行实验，尤其是最终会危及其健康和生命的实验。然而，虽然决策者认为痛苦是主要问题，并将动物安乐死视为减轻其痛苦的一种方式。但其他人，如RSPCA则认为实验动物的生命具有内在价值。法规所关注的更倾向于是特定方法是否会导致被实验对象疼痛和痛苦，而不是实验导致实验对象的死亡这一结果是否受欢迎的。一般要求在研究结束时对动物实施安乐死，以进行样本采集或尸检；在研究期间，如果他们的疼痛或痛苦属于某些被视为不可接受的类别，例如抑郁症、治疗无望的感染或者大型动物五天未能进食；或当它们不适合繁殖或由于其他原因不被需要时。

## 研究分类

### 疫苗開發

#### 歷史
實驗動物應用於試驗研究，可溯自十九世紀末，二十世紀初。百年來經由使用實驗動物從事生命科學研究，促進當今生物、醫學、農業等領域的進步與發展，造福人類與動物的健康與福祉，是有目共賭的。迄至 2008 為止，經使用實驗動物從事科學研究而獲諾貝爾醫學生理獎的科學家有 70 位，其中使用小鼠近親品系DBA（1909 年由美國哈佛大學 C.C. Little 育成）從事研究，就有17位榮獲諾貝爾獎。藉此統計事實，足以窺視實驗動物在人類了解生命現象與發展基礎與應用醫學、藥學、農學等生命科學與技術所扮演的角色、重要性及貢獻。
實驗動物被長期使用在醫學開發上，尤其在疫苗的研究中，實驗動物扮演非常重要的角色。在疫苗能正式使用前，除了體外測試之外，還需要進行動物實驗來證明其安全性及有效性。要研發一項新疫苗，需要有相當多過往的疫苗做的動物試驗數據來支持。而在疫苗產品的品質管理上，動物試驗的結果也更能確保疫苗的品質。

#### 爭議部分之正方

##### 對人類和動物的利益
利用動物實驗開發疫苗，對人類生存有其不可或缺性，例如卡介苗的開發。結核病為目前全球單一病原引起最多死亡的傳染病，依據世界衛生組織統計，2001年底全球結核病盛行率為每萬人口12人， 死亡率為每萬人口2.6人，在中南亞、大洋洲、撒南非洲及東亞等區域結核病人數為全球95％，死亡人數則占全球99％，為防範結核病擴散之重要地區。
且動物也是動物實驗的受益者，透過動物實驗，目前為止已經開發出了許多對抗疾病的動物疫苗 ，改善了無數動物的生活。像是狗和貓的狂犬病疫苗、犬瘟熱疫苗，貓白血病疫苗等等，都降低了動物發病的機率。
此外，動物實驗也是保護許多瀕危物種不可或缺的一部分。消除寄生蟲、治療疾病，使用麻醉設備和促進繁殖的能力。比如對動物性行為的研究使人們有可能在圈養中繁殖許多物種，使瀕臨滅絕的物種能夠重新引入野外。

##### 使用動物的不可取代性
因法規相較於動物實驗中主要以動保法廣泛性的規範，人體臨床實驗的保護是由國內外多項法規組成，包含國內法規如醫療法、人體研究法、個人資料保護法、人體試驗管理辦法、等構成，且因不同的試驗目的也有主題性的法規規範。此外，在人體試驗的多項規範中，若違反則會有大筆金額的罰鍰，以開發者的角度來說，仍然會以動物實驗為初步測試的選擇。
且數據模擬有其侷限，資料庫或是其他生物技術無法反應出受測過程中所有變化的可能，欠缺整體性。即便使用器官晶片進行模擬試驗，仍舊會面臨一些技術上的問題，像是若要測量藥物可能的整體作用，就需要將多個不同單位的器官晶片連接起來，以建構整個器官系統，並觀察其交互作用。然而，目前國外的技術雖能結合多種器官晶片，但仍無法完整的反應真實運作情況，甚至在部分的器官組織上，還有著與真實器官組織的差異存在。
植物基因轉殖的不可用性，每一種植物作為食用疫苗都有它的優缺點。舉例來說，馬鈴薯雖然理想，因為他們從芽眼繁殖，並且可以長期在室溫下儲存，但它通常需要煮熟才食用，但是加熱可能破壞抗原。另一個考量點是，有研究者發現某些抗原蛋白質被消化後，會導致身體這些蛋白質不做出反應，造成口服耐受性(oral tolerance)。
且目前並沒有適當的政府法令來規範這些植物疫苗是否會造成食物鏈的不安全性。基於利潤考量上，若一個產品的主要市場在非西方國家，不會有太多藥廠有興趣開發此產品。最後，雖然歐盟在聲明上表示實施禁售令的同時也必須發展人體測試的新方案，使替代方案成為歐盟貿易協定之公司要件，但另一方面也承認目前並沒有可以完全取代動物實驗的檢驗方式。

##### 疫苗動物實驗的準確性
動物實驗中的不準確性可以以挑選適當的動物品種來降低，適合疫苗實驗的是雪貂和非人類靈長動物，因為此二種生物的特徵較容易模擬人類施打疫苗的狀況。
例如蒙古沙鼠的左右半腦不相通，適合拿來研究腦梗塞、腦浮腫及腦血流障礙等局部腦缺血模式；天竺鼠在肺部與支氣管處有發育良好的平滑肌，適合拿來做支氣管與過敏方面研究。不同的檢定依照實驗的需求，必須選擇不同的實驗的實驗動物。而操作動物實驗的過程其實就是個擬人化的過程，像是運用特殊品系的小鼠模擬人類高血壓的進程，或是利用先天飽食中樞有問題的小鼠，研究因過度進食肥胖而導致的糖尿病等等，如此操作以便順利連接到人類醫學研究。

#### 爭議部分之反方

##### 「動物模式實驗」的侷限性
疫苗開發實驗動物模式一般分成四類：
（一）實驗或誘發模式（Induced or experimental models）
（二）自發模式（Spontaneous or natural models）
（三）負模式（Negative or non reactive models）
（四）孤兒模式（Orphan models）
以愛滋病（AIDS）為例，人類疾病動物模式指的是在動物身上進行生物、行為的研究成果，其實驗操作是利用動物產生的先天或誘發性病理變化，以作為人類疾病的參考。然而，動物模式實驗作為人類疾病的一種參考，無法與人類有完全相同的結果。舉例而言，AIDS 研究通常是以猿猴作為人類免疫缺陷病毒(HIV)試驗動物，而根據研究結果顯示出： AIDS 這種誘發模式型疾病研究是存在極大變異性，反覆的操作沒效率的猿猴模式實驗並無法提高實驗的精準度。

##### 動物實驗替代方案的可行性
替代方案最早可以推論到 1950 年代英國科學家提出的3R觀念中的取代，也就是以其他的方式取代動物實驗，以減輕動物的痛苦與折磨。此後世界各地的動保人士就開始推廣這個觀念，近十年，更是成為了多數歐美國家致力努力的目標，例如荷蘭就立下了要在 2025 年廢除動物實驗的目標。
替代方案目前有以下幾種：
器官晶片：在晶片上放上人體細胞，使其能像在人體一樣工作，可以在這上面測試藥品或者是實驗一些物質對人體的影響。
細胞與組織實驗：胚胎幹細胞或許能成為藥物開發的開端，將疾病的基因植入細胞中，然後將其分化為人類疾病的組織，可用於篩選藥物。而這樣的技術是作用在培養皿上，因此不會對人體有影響，而且幹細胞可以分化為不同的組織，可以藉此做到和直接在人體上做實驗一樣的效果。除了利用幹細胞發展組織之外，人類捐獻的術後或死後細胞與組織也是很好的實驗來源，可以在此測試藥物效果。

##### 台灣動物實驗管理面缺失
根據現行台灣《動物保護法》第 15 條：使用動物進行科學應用，應儘量避免使用活體動物，有使用之必要時，應以最少數目為之。但實際動物實驗管理層面卻不一定符合法規。
1、兔化豬瘟疫苗
台灣是豬瘟疫區，18 年來已犧牲超過 50 萬隻兔子製作「乾燥兔化豬瘟疫苗」。研究報告指出：目前已有不必犧牲活體動物生產的「組織培養」與「E2次單位」疫苗上市，但至今農委會卻不肯停止生產兔化豬瘟疫苗。不僅未落實3R 原則，更已違反《動物保護法》第 15 條「使用動物進行科學應用，應儘量避免使用活體動物，有使用之必要時，應以最少數目為之」的規定。
2、鼬獾狂犬病疫苗動物試驗
2013 年 7 月台灣爆發狂犬病疫情，農委會提出「鼬獾狂犬病毒動物試驗計畫」，農委會的動物試驗目的包括：
（一）驗證現行犬貓用疫苗效力與保護力
（二）瞭解犬隻感染病毒後生理機轉
（三）開發犬貓用疫苗
（四）驗證現行野生動物口服疫苗效力與保護力、瞭解鼬獾感染病毒後生理機轉、開發鼬獾用口服疫苗。
而台灣動物社會研究會對農委會所提出的實驗設計，認為沒有合理證據質疑現今疫苗的保護力。認為農委會在提出此項動物實驗計畫時並沒有做完整的評估考量，甚至是以「防疫」為由忽略了防疫所需的田調監測參據。由上述疫苗動物試驗案例可看出現行台灣在動物實驗管理上仍不夠嚴謹，甚至有違 3R 原則。而雖然農委會於 2017 年將〈實驗動物照護及使用指引〉法制化，但多項攸關動物福利的規定，指引僅列為「得」提供，而非「應」提供，恐流於形式，不易落實。

## 道德规范

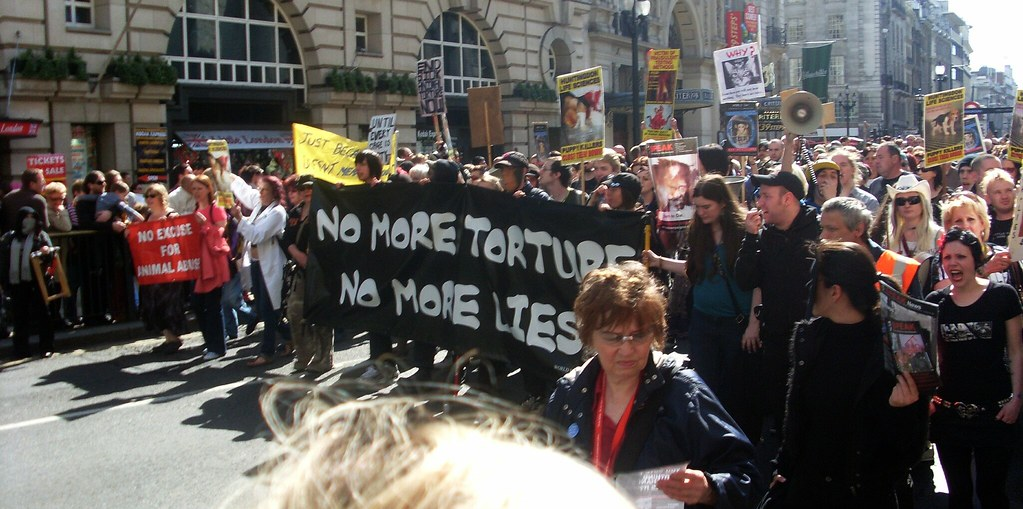
發生在倫敦的反對動物實驗抗議

### 观点
20世紀時在動物實驗的程序和物種適用的倫理都還沒有定案，且那時在試驗動物的道德和倫理產生了巨大的改變，像是
2015 年的一項蓋洛普民調發現67%，也就是超過半數的美國人“很關心”或“有些關心”實驗動物。同年進行的一項皮尤民意調查發現，有半數的美國成年人反對實驗動物。
儘管大部分的人對實驗動物關心，學界仍有各種正反觀點，像是湯姆·雷根等人，認為動物有信仰及欲望，所以有精神權利。雷根也發現實驗動物是為了拯救人類而犧牲這個問題，但有人認為，實驗動物幫助人類開發潛在資源是需要的。另一方廢除實驗動物方認為，人類沒有任何正當理由對動物進行有害研究。伯納德·羅林也提出實驗動物的痛苦一定要低於人類得到的益處，且人類並沒有任何道德上的權利去實驗動物而沒對動物有益。唐納德·華生認為實驗動物是人類對動物最殘忍的方式。彼得·辛格提出了另一個想法，認為沒有理由在功利主義下不考慮一個物種是否痛苦，馬爾科姆·麥克勞德和其合作者認為大多數受控的動物實驗沒有採用隨機對照試驗，分派隱匿試驗，盲法試驗，因此會誇大在動物身上測試的藥物的益處，導致很多沒有對人類有幫助而進行的動物研究。
荷蘭和紐西蘭等政府基於大家對實驗動物的關心，立法禁止那些入侵性實驗用在非人的靈長類動物身上，尤其是類人猿身上。2015 年，美國的圈養黑猩猩被列入《瀕危物種法》，這讓那些想對黑猩猩們進行試驗的人更難達成，同樣的因為道德和替代性考量，國家衛生院(美國)，2013 年宣布將大幅減少並最終逐步停止對黑猩猩的實驗。
英國政府也要求實驗動物的犧牲必須與知識的增長權衡。中國，日本，韓國有一些醫學院和機構建立了紀念碑，紀念那些被殺死的動物。在日本，也有一年一度的追悼會（Ireisai 撫霊祭），用於紀念在醫學院犧牲的動物。
不管是有幫助科學實驗的案例，或違反道德規範的案例，都引起人們的關注。像是肌肉生理學，它的基本原理是通過青蛙肌肉所做的功來確定的（包括所有肌肉的力產生的機制，長度和張力的關係，和力和速度的曲線），青蛙由於肌肉能在體外的長期存活以及能分離成完整的單纖維（在其他生物體中不可能），所以仍然常被選為模型生物體。在青蛙的實驗及隨後的小鼠實驗（通常被設計為肌肉萎縮症等疾病的狀態），幫助了現在對肌肉疾病的了解及治療。另一個例子是在1997 年 2 月，蘇格蘭羅斯林研究所的一個研究小組宣布了桃莉羊的誕生，這是第一個從成年體細胞複製出來的哺乳動物。

## 遗传质量控制分类
若依遗传学分类，則分為：
- 近交系（英語：Inbred Strain Animals）：经连续20代（或以上）的全同胞兄妹交配（或者亲代与子代交配）培育而成，近交系数应大于99%，品系内所有个体都可追溯到起源于第20代或以后代数的一对共同祖先，该品系称为近交系。
- 封闭群（远交群）(英語：Closed colony Animals）：以非近亲交配方式进行繁殖生产的实验动物种群,在不从外部引入新个体的条件下,至少连续繁殖4代以上,称为一个封闭群,或叫远交群。
- 杂交群（英語：Hybrid strain Animals）：由不同品系或种群之间杂交产生的后代。

## 动物福利
最早的实验动物保护机构在19世纪初期成立。而世界上第一家从属于研究机构的动物福利委员会是在1968年于加拿大设立的。
目前实验动物的福利保护模式可以分为要求各机构进行的自我监管美国模式和通过立法规定对实验动物的最低福利要求的欧洲模式两大类。美国和加拿大实行美国模式，而包括欧洲、澳大利亚、新西兰在内其他大部分国家采用欧洲的模式。美国实验动物福利的主要法规依据是《1966年动物福利法案》，但大鼠、小鼠、鸟类并不受该法令限制。欧洲委员会1986年在ETS 123公约的基础上制定86/609/EEC号指令，该指令的附录A曾在2004年进行过修改。欧洲委员会的ETS 123公约不强制要求成员国实行，但一旦签署该公约，各国就需要进行相关立法
。截至2007年，已有14个欧洲委员会的国家签署ETS 123公约。欧洲地区的德国、英国、英国、瑞典，以及荷兰对实验动物的审批有较严格的规范:483-493。
2004年，世界卫生组织（WHO）巴黎会议上有学者提出实验动物应享有五大基本自由，即五项自由：免于饥渴的自由、免于不适的自由、免于痛苦、伤害和不适的自由、表达主要天性的自由，以及免于恐惧和焦虑的自由。这一标准受到各国的普遍接受，目前已成为指定实验动物福利法规的重要参考。实验动物福利应遵循五项原则：动物实验必须在有必要性的前提下方才进行；应减轻实验动物的疼痛，同时应尽可能进行麻醉；不应使实验动物受到非必需的损伤或感知到非必需的疼痛；动物实验应仅由有经验的人员进行；应尽可能使用相对低等的实验动物。此外，实验动物应该享有五项自由：。动物实验还应遵守“3R原则”，即替代原则（Replacement）：使用其他方法代替动物实验，或用相对低等的实验动物替代相对高等的实验动物进行实验；减少原则（Reduction）：应减少实验动物的使用量；优化原则（Refinement）：应通过优化实验使实验动物的痛苦得到减小:483-493。

## 爭議
動物權利主義者認為，動物實驗會使動物生病甚至死亡，而且現時已有很多種類的物品，毋須再研製新的，因此實驗對人類的好處並不存在或未能確定，另一方面實驗肯定會對動物造成傷害，因此動物實驗只是人類為自己利益而犧牲動物生存權的錯誤行為。

## 脚注